# 자바원숭이
자바원숭이(Trachypithecus auratus) 또는 자바랑구르는 콜로부스아과에 속하는 구세계원숭이의 일종이다. 자바루뚱 또는 흑단랑구르라고 부르기도 한다. 일반적으로 다리와 옆구리 그리고 살쩍에 다갈색의 기미가 있으며 대부분, 광택이 흐르는 검은 색 털을 지니고 있다.
원산지인 자와섬뿐만 아니라 인도네시아 근해의 여러 섬에서 서식한다. 라틴어 학명 "아우라투스"(auratus)는 "황금빛"이라는 뜻이지만, 덜 흔한 색이기에 일반 명으로 사용되지 않는다. 일반명 황금랑구르는 다른 종의 이름으로 사용되므로 주의해야 한다.
모든 랑구르처럼, 이 종의 꼬리는 특히 길어서, 길이가 87 cm에 달하는 반면에 몸은 단지 55 cm정도이다. 이 루뚱의 2종의 아종은 외모에서는 상당히 비슷하고, 지리적으로만 분리되어 있다. 수컷과 암컷 모두 통상적으로 광택이 나는 검은 색이지만, 암컷은 엷은 색을 띠며 음부 주위에 누르스름한 흰 반점이 있다. 두 아종의 새끼들은 오렌지 색을 띤다. Trachypithecus auratus auratus라는 이름의 아종은 다 자라서도 어린 시절의 채색을 잃어버리지 않는 희귀한 종의 하나이다. 다만 채색은 약간 어두워지며, 옆구리와 손발 그리고 귀 주변에 노란 색조를, 등쪽에는 검은색 색조를 띤다.
자바루뚱은 내륙 지역과 우림 바깥 지역에 거주한다.
이 영장류는 주행성 동물이며 수목형 동물이다. 이들의 먹이는 주로 초식으로, 잎과 과일, 꽃 그리고 꽃 봉오리를 먹지만, 가끔은 곤충의 유충을 먹기도 한다.
다른 콜로부스아과처럼, 식물을 좀 더 효과적으로 소화시키기 위한 특별한 위장을 지니고 있다. 이 종들은 또한 음식을 쉽게 분해할 수 있도록 침샘이 발달해 있다.
아종:
- 동부자바원숭이 또는 동부자바루뚱 (Trachypithecus auratus auratus)
- 서부자바원숭이 또는 서부자바루뚱 (Trachypithecus auratus mauritius)

## 갤러리

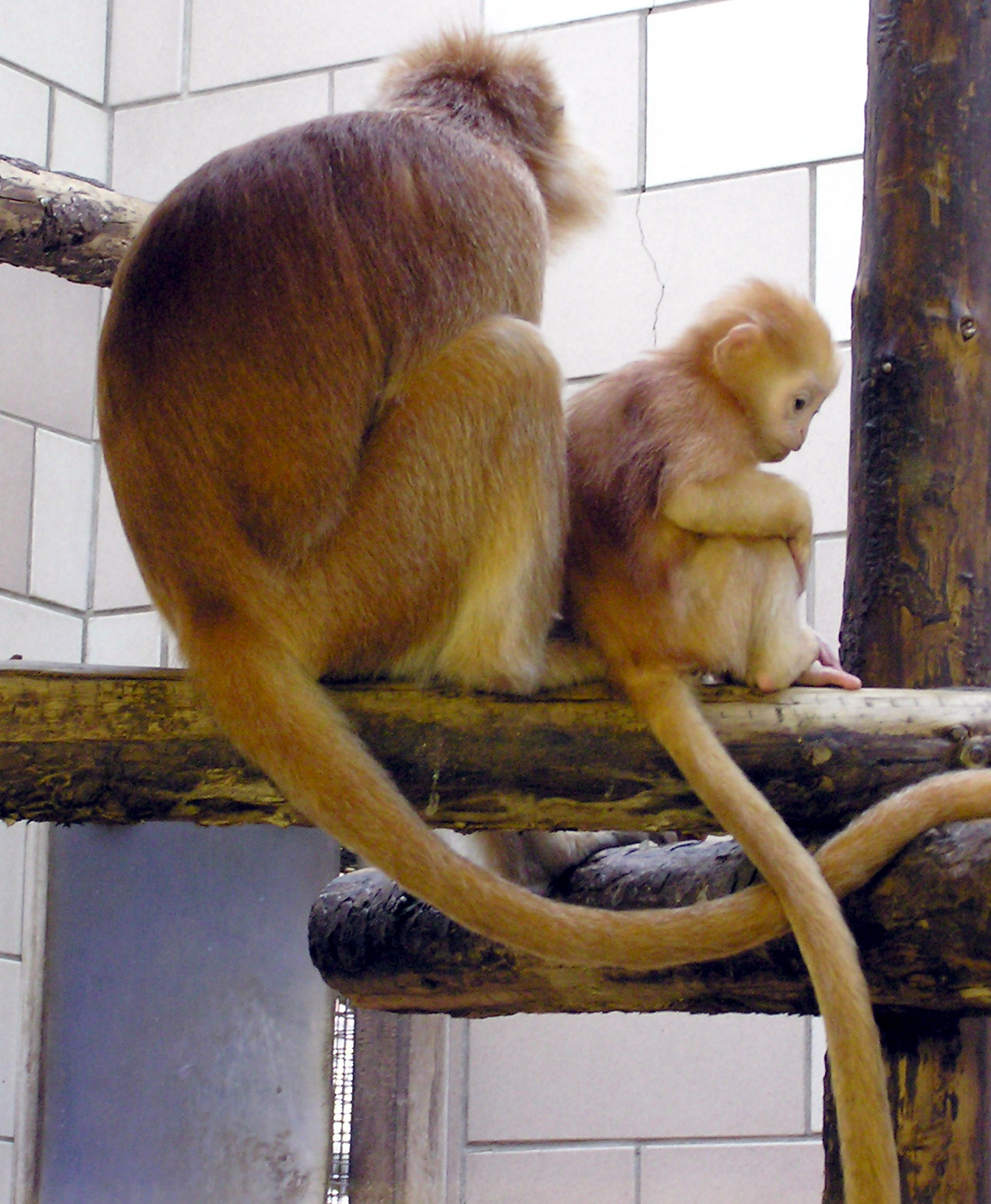
한 영국 동물원의 자바랑구르(Trachypithecus auratus auratus)
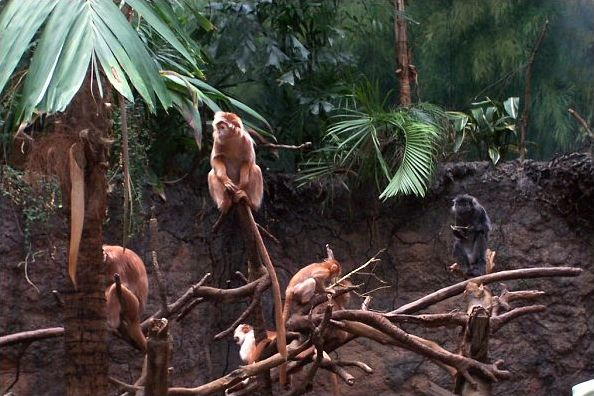
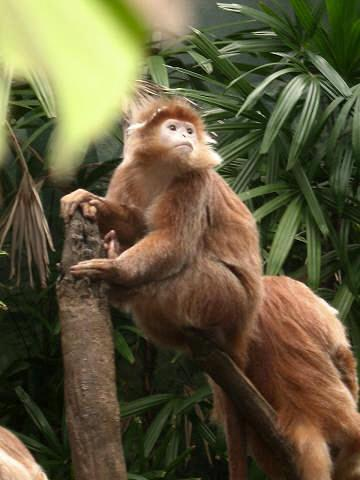
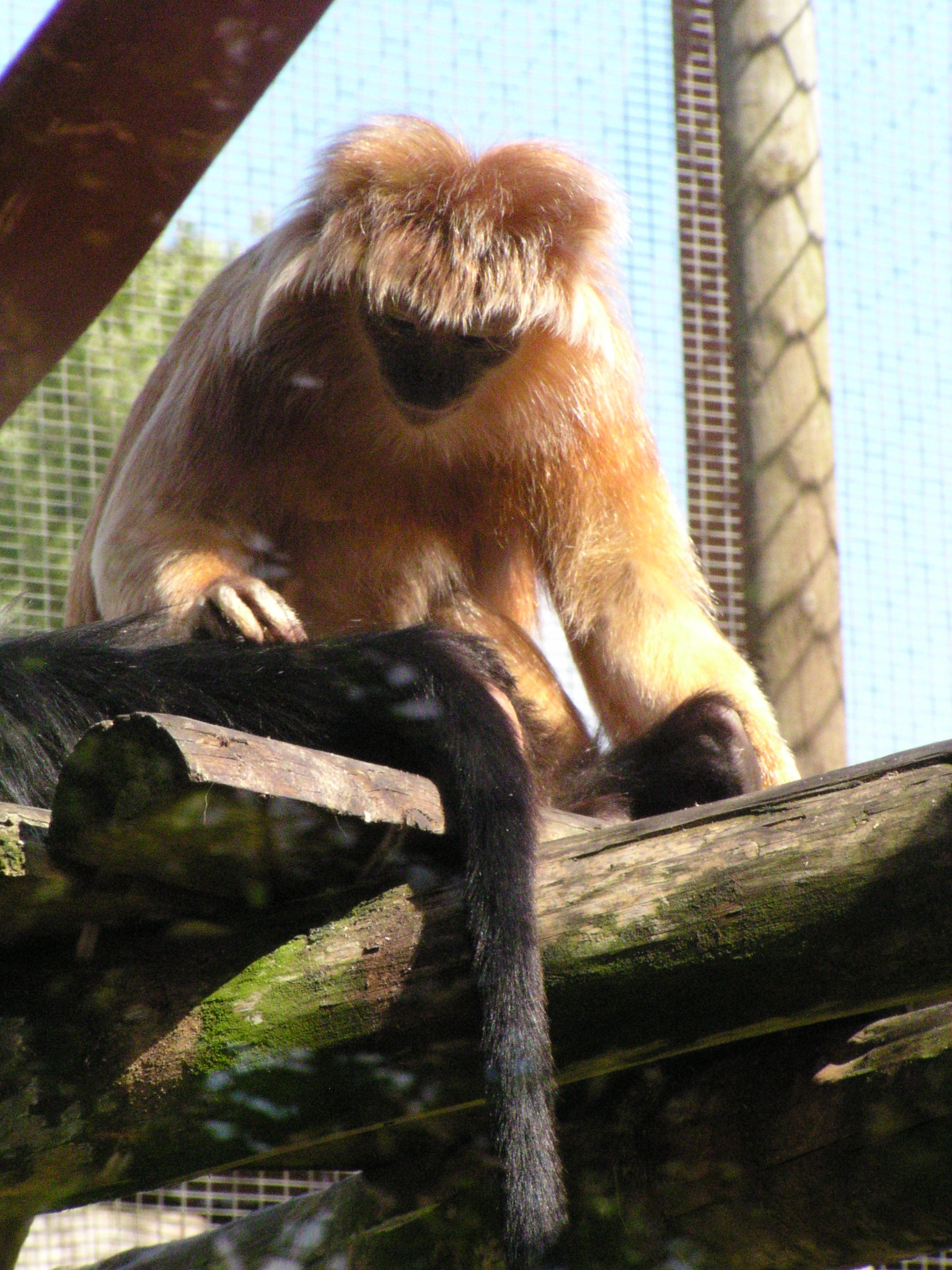
2006년 8월, 트와이크로스 동물원(Twycross Zoo)의 자바랑구르(Trachypithecus auratus auratus)
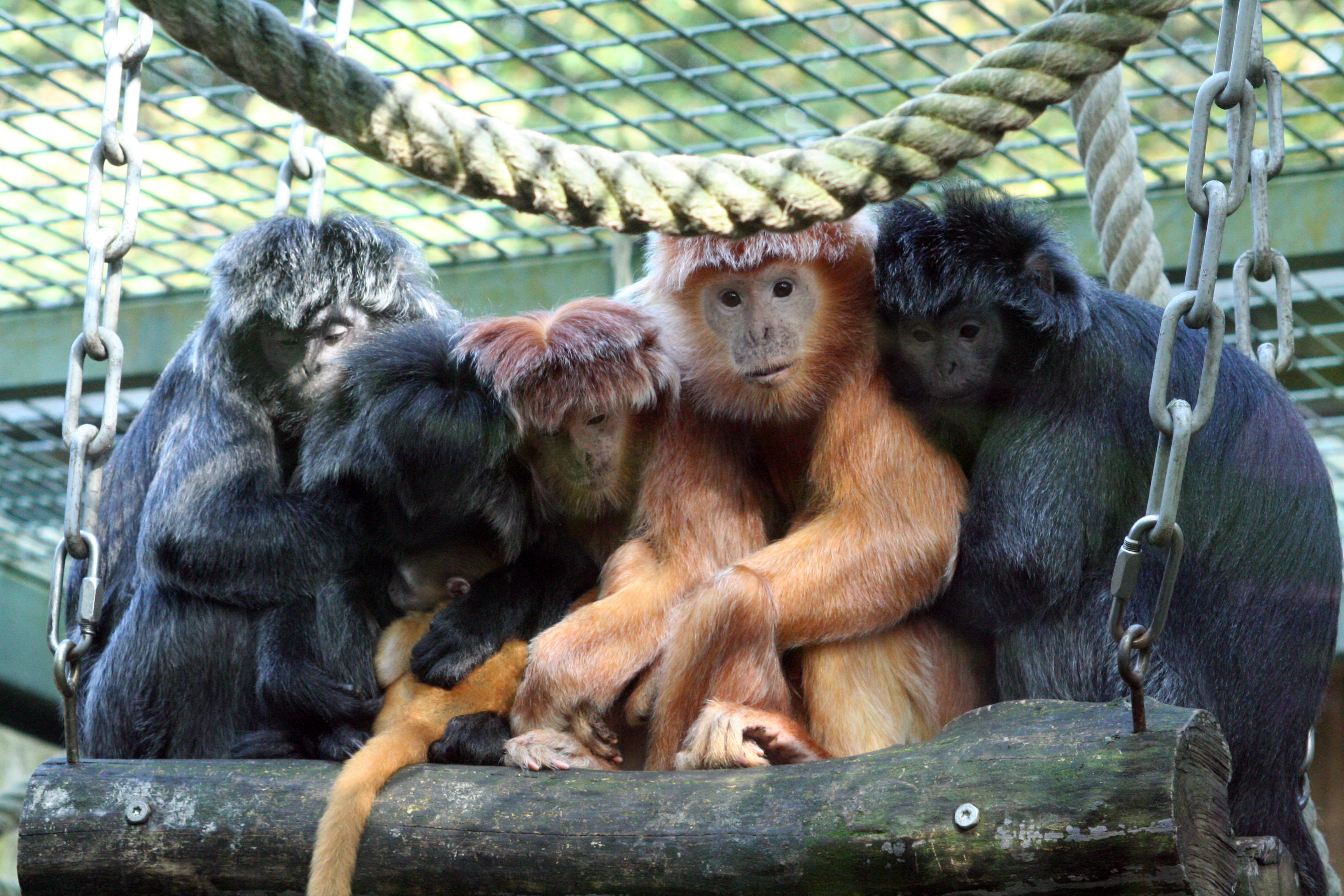
독일 하노버 동물원의 자바랑구르 무리